# Santo Sepulcro na colina do Horto
O Santo Sepulcro, situado na colina do Horto, em Juazeiro do Norte, é um espaço consagrado à devoção popular. Tido como o mais prodigioso dos lugares do Horto de Juazeiro, o Santo Sepulcro é um campo pedregoso, repleto de objetos devocionais, como cruzeiros e entalhes em rocha, e cujas pedras os romeiros costumam associar ao túmulo onde Jesus foi enterrado. Dada a dificuldade de acesso, o espaço é considerado um importante local de penitência, e um considerável conjunto de tradições populares se desenvolveu ao seu redor. Neste espaço, também, os índios Pancararus realizam rituais tradicionais de pajelança, trajados com os adereços de palha.